# Home Nations Championship 1883
Die Home Nations Championship 1883 war die erste Ausgabe jenes Turniers in der Sportart Rugby Union, aus dem sich später Five Nations bzw. Six Nations entwickelte. Sieger des Turniers wurde England, das mit Siegen gegen alle anderen Teilnehmer die Triple Crown schaffte. Das Spiel Irland – Wales fand nicht statt.

## Teilnehmer
| Land       | Stadion       | Stadt      | Kapitän        |
| ---------- | ------------- | ---------- | -------------- |
| England    | Whalley Range | Manchester | Temple Gurdon  |
| Irland     | Ormeau Road   | Belfast    | George Scriven |
| Schottland | Raeburn Place | Edinburgh  | David Cassels  |
| Wales      | St Helen’s    | Swansea    | Charles Lewis  |

## Tabelle
|    | Land       | Spiele | Siege | Unent. | Ndlg. | Spiel- punkte | Diff. | Tabellen- punkte |
| -- | ---------- | ------ | ----- | ------ | ----- | ------------- | ----- | ---------------- |
| 1. | England    | 3      | 3     | 0      | 0     | 3:0           | + 3   | 6                |
| 2. | Schottland | 3      | 2     | 0      | 1     | 4:1           | + 3   | 4                |
| 3. | Irland     | 2      | 0     | 0      | 2     | 0:2           | − 2   | 0                |
| 3. | Wales      | 2      | 0     | 0      | 2     | 1:5           | − 4   | 0                |

## Ergebnisse
Für das Spielergebnis zählte die Anzahl erzielter Tore. Ein Tor wurde für eine erfolgreiche Erhöhung nach einem Versuch oder für ein Dropgoal gegeben. Endete das Spiel unentschieden nach Anzahl der Tore, zog man die nicht erhöhten Versuche hinzu, um einen Gewinner zu ermitteln. Gab es danach immer noch keinen eindeutigen Sieger, so trennten sich beide Teams unentschieden.
Ergebnisnotation: 
 T = Try (Versuch); G = Goal (Tor nach Versuch); D = Dropgoal
(in Klammern die Anzahl erzielter Tore)
| 16. Dezember 1882 | Wales | 0 : 2G 4T     | England                                                             | St Helen’s, Swansea Zuschauer: 3.000 Schiedsrichter: D. Herbert (Wales) |
| 16. Dezember 1882 |       | (0:2) Bericht | Versuche: Bolton Henderson Thomson Wade (3) Erhöhungen: Evanson (2) | St Helen’s, Swansea Zuschauer: 3.000 Schiedsrichter: D. Herbert (Wales) |

| 8. Januar 1883 | Schottland                                               | 3G : 1G       | Wales                              | Raeburn Place, Edinburgh Zuschauer: 4.000 Schiedsrichter: George Hill (England) |
| 8. Januar 1883 | Versuche: McFarlan (2) Wauchope Erhöhungen: Maclagan (3) | (3:1) Bericht | Versuche: Judson Erhöhungen: Lewis | Raeburn Place, Edinburgh Zuschauer: 4.000 Schiedsrichter: George Hill (England) |

| 5. Februar 1883 | England                                                 | 1G 3T : 1T    | Irland            | Whalley Range, Manchester Schiedsrichter: A. S. Pattison (Schottland) |
| 5. Februar 1883 | Versuche: Bolton Tatham Twynam Wade Erhöhungen: Evanson | (1:0) Bericht | Versuche: Forrest | Whalley Range, Manchester Schiedsrichter: A. S. Pattison (Schottland) |

| 17. Februar 1883 | Irland | 0 : 1G 1T     | Schottland                                     | Ormeau Road, Belfast Schiedsrichter: Hugh Kelly (Irland) |
| 17. Februar 1883 |        | (0:1) Bericht | Versuche: Reid Somerville Erhöhungen: Maclagan | Ormeau Road, Belfast Schiedsrichter: Hugh Kelly (Irland) |

| 3. März 1883 | Schottland     | 1T : 2T       | England                    | Raeburn Place, Edinburgh Schiedsrichter: Hugh Kelly (Irland) |
| 3. März 1883 | Versuche: Reid | (0:0) Bericht | Versuche: Bolton Rotherham | Raeburn Place, Edinburgh Schiedsrichter: Hugh Kelly (Irland) |